# Giro de Italia 2021
La 104.ª edición del Giro de Italia fue una carrera de ciclismo en ruta por etapas que se celebró entre el 8 y el 30 de mayo de 2021, con inicio en la ciudad de Turín y final en la ciudad de Milán en Italia. El recorrido constó de un total de 21 etapas sobre una distancia total de 3410,9 kilómetros.
La carrera formó parte del circuito UCI WorldTour 2021 dentro de la categoría 2.UWT, calendario ciclístico de máximo nivel mundial, siendo la decimoctava carrera de dicho circuito. El colombiano Egan Bernal del INEOS Grenadiers se proclamó vencedor de la prueba y estuvo acompañado en el podio por el italiano Damiano Caruso del Bahrain Victorious y el británico Simon Yates del BikeExchange, segundo y tercer clasificado respectivamente.

## Equipos participantes
Tomaron la partida un total de 23 equipos, de los cuales asistieron por derecho propio los 19 equipos de categoría UCI WorldTeam y el equipo Alpecin-Fenix de categoría UCI ProTeam al haber sido el mejor equipo de esta categoría de la temporada anterior. Así mismo, acudieron por invitación directa de la organización de la carrera 3 equipos de categoría UCI ProTeam, todos ellos con licencia italiana, quienes formaron un pelotón de 184 ciclistas de los cuales finalizaron 143. Los equipos participantes fueron:
| WorldTeams (19)- AG2R Citroën Team - Astana-Premier Tech - Bahrain Victorious - Bora-Hansgrohe - Cofidis - Deceuninck-Quick Step - EF Education-Nippo - Groupama-FDJ - Ineos Grenadiers - Intermarché-Wanty-Gobert Matériaux - Israel Start-Up Nation - Jumbo-Visma - Lotto Soudal - Movistar Team - Team BikeExchange - Team DSM - Qhubeka Assos - Trek-Segafredo - UAE Team Emirates ProTeams (4)- Alpecin-Fenix - Androni Giocattoli-Sidermec - Bardiani CSF Faizanè - Eolo-Kometa |
| |

## Recorrido
El Giro de Italia comenzó su 104.ª edición desde la región del Piamonte con una contrarreloj individual en la ciudad de Turín, su recorrido de veintiún etapas tendrá ocho finales en alto donde se incluye el mítico puerto del Monte Zoncolan subido desde el lado de Sutrio en la 14.ª etapa, así mismo la etapa reina será la 16.ª etapa que formará parte de una etapa sin precedentes en los Dolomitas con más de 5500 metros de desnivel positivo con el encadenado montañoso que incluye el paso de Fedaia (Cima Pantani), el Paso Giau (con sus 10 km de pendientes al 10%), el Paso Pordoi (2239 metros con pendientes constantes en torno al 6% durante los 12 km) que será la Cima Coppi de 2021, y un final en Cortina d'Ampezzo al norte de Italia.
Otra particularidad de la Corsa Rosa será el cruce de la carrera por las fronteras transnacionales en dos ocasiones, la 15.ª etapa pasará por un circuito de 40 kilómetros internandose en Eslovenia, y la 20.ª etapa pasará por carreteras transfronterizas con Suiza.
Finalmente, el desnivel positivo acumulado de toda la carrera será de 47000 metros, y una jornada definitiva en la 21.ª etapa con otra contrarreloj individual con meta en la Plaza de la Catedral de Milán como la edición anterior, para un recorrido total de la carrera de 3.410,9 kilómetros.
| Etapa      | Fecha     | Recorrido                        | type                    | Distancia (km) | Desnivel (m) | Ganador            | Líder                |
| ---------- | --------- | -------------------------------- | ----------------------- | -------------- | ------------ | ------------------ | -------------------- |
| 1.ª etapa  | 8 de may  | Turín – Turín                    | contrarreloj individual | 8,6            | 50 m         | Filippo Ganna      | Filippo Ganna        |
| 2.ª etapa  | 9 de may  | Stupinigi – Novara               | etapa llana             | 179            | 600 m        | Tim Merlier        | Filippo Ganna        |
| 3.ª etapa  | 10 de may | Biella – Canale                  | etapa escarpada         | 190            | 2100 m       | Taco van der Hoorn | Filippo Ganna        |
| 4.ª etapa  | 11 de may | Piacenza – Sestola               | etapa de media montaña  | 187            | 1800 m       | Joe Dombrowski     | Alessandro De Marchi |
| 5.ª etapa  | 12 de may | Módena – Cattolica               | etapa llana             | 177            | 200 m        | Caleb Ewan         | Alessandro De Marchi |
| 6.ª etapa  | 13 de may | Cuevas de Frasassi – San Giacomo | etapa de media montaña  | 160            | 3400 m       | Gino Mäder         | Attila Valter        |
| 7.ª etapa  | 14 de may | Notaresco – Termoli              | etapa llana             | 181            | 1500 m       | Caleb Ewan         | Attila Valter        |
| 8.ª etapa  | 15 de may | Foggia – Guardia Sanframondi     | etapa de media montaña  | 170            | 3400 m       | Victor Lafay       | Attila Valter        |
| 9.ª etapa  | 16 de may | Castel di Sangro – Campo Felice  | etapa de montaña        | 158            | 3400 m       | Egan Bernal        | Egan Bernal          |
| 10.ª etapa | 17 de may | L'Aquila – Foligno               | etapa llana             | 139            | 1300 m       | Peter Sagan        | Egan Bernal          |
|            | 18 de may | Día de descanso                  | Día de descanso         |                |              |                    |                      |
| 11.ª etapa | 19 de may | Perugia – Montalcino             | etapa escarpada         | 162            | 2300 m       | Mauro Schmid       | Egan Bernal          |
| 12.ª etapa | 20 de may | Siena – Bagno di Romagna         | etapa de media montaña  | 212            | 3700 m       | Andrea Vendrame    | Egan Bernal          |
| 13.ª etapa | 21 de may | Ravena – Verona                  | etapa llana             | 198            | 200 m        | Giacomo Nizzolo    | Egan Bernal          |
| 14.ª etapa | 22 de may | Cittadella – Monte Zoncolan      | etapa de montaña        | 205            | 3700 m       | Lorenzo Fortunato  | Egan Bernal          |
| 15.ª etapa | 23 de may | Grado – Goricia                  | etapa escarpada         | 147            | 1800 m       | Victor Campenaerts | Egan Bernal          |
| 16.ª etapa | 24 de may | Sacile – Cortina d'Ampezzo       | etapa de montaña        | 212 153        | 3600 m       | Egan Bernal        | Egan Bernal          |
|            | 25 de may | Día de descanso                  | Día de descanso         |                |              |                    |                      |
| 17.ª etapa | 26 de may | Canazei – Sega di Ala            | etapa de montaña        | 193            | 3400 m       | Daniel Martin      | Egan Bernal          |
| 18.ª etapa | 27 de may | Rovereto – Stradella             | etapa llana             | 231            | 600 m        | Alberto Bettiol    | Egan Bernal          |
| 19.ª etapa | 28 de may | Abbiategrasso – Alpe di Mera     | etapa de montaña        | 175 166        | 2800 m       | Simon Yates        | Egan Bernal          |
| 20.ª etapa | 29 de may | Verbania – Alpe Motta            | etapa de montaña        | 164            | 4200 m       | Damiano Caruso     | Egan Bernal          |
| 21.ª etapa | 30 de may | Senago – Milán                   | contrarreloj individual | 30,3           | 100 m        | Filippo Ganna      | Egan Bernal          |

## Clasificaciones finales
- Las clasificaciones finalizaron de la siguiente forma:[7]

### Clasificación general(Maglia Rosa)
| \| Clasificación general \| Clasificación general \| Clasificación general \| Clasificación general \| Clasificación general \| \| Ciclista \| Ciclista \| Equipo \| Tiempo \| \| \| --------------------- \| ---------------------- \| ---------------------- \| --------------------- \| --------------------- \| \| 1.º \| Egan Bernal \| Ineos Grenadiers \| 86 h 17 min 28 s \| \| \| 2.º \| Damiano Caruso \| Bahrain Victorious \| + 1 min 29 s \| \| \| 3.º \| Simon Yates \| BikeExchange \| + 4 min 15 s \| \| \| 4.º \| Aleksandr Vlásov \| Astana-Premier Tech \| + 6 min 40 s \| \| \| 5.º \| Daniel Felipe Martínez \| Ineos Grenadiers \| + 7 min 24 s \| \| \| 6.º \| João Almeida \| Deceuninck-Quick Step \| + 7 min 24 s \| \| \| 7.º \| Romain Bardet \| Team DSM \| + 8 min 05 s \| \| \| 8.º \| Hugh Carthy \| EF Education-Nippo \| + 8 min 56 s \| \| \| 9.º \| Tobias Foss \| Jumbo-Visma \| + 11 min 44 s \| \| \| 10.º \| Daniel Martin \| Israel Start-Up Nation \| + 18 min 35 s \| \| \| 11.º \| George Bennett \| Jumbo-Visma \| + 25 min 35 s \| \| \| 12.º \| Koen Bouwman \| Jumbo-Visma \| + 30 min 56 s \| \| \| 13.º \| Pello Bilbao \| Bahrain Victorious \| + 37 min 58 s \| \| \| 14.º \| Attila Valter \| Groupama-FDJ \| + 45 min 30 s \| \| \| 15.º \| Davide Formolo \| UAE Team Emirates \| + 47 min 21 s \| \| \| 16.º \| Lorenzo Fortunato \| Eolo-Kometa \| + 47 min 31 s \| \| \| 17.º \| Diego Ulissi \| UAE Team Emirates \| + 56 min 31 s \| \| \| 18.º \| Vincenzo Nibali \| Trek-Segafredo \| + 1 h 03 min 59 s \| \| \| 19.º \| Gorka Izagirre \| Astana-Premier Tech \| + 1 h 04 min 12 s \| \| \| 20.º \| Louis Vervaeke \| Alpecin-Fenix \| + 1 h 05 min 09 s \| \| |                        |                        |                   |
| |                        |                        |                   |
| Fuente: ProCyclingStats |                        |                        |                   |
| Clasificación general |                        |                        |                   |
| Ciclista | Ciclista               | Equipo                 | Tiempo            |
| 1.º | Egan Bernal            | Ineos Grenadiers       | 86 h 17 min 28 s  |
| 2.º | Damiano Caruso         | Bahrain Victorious     | + 1 min 29 s      |
| 3.º | Simon Yates            | BikeExchange           | + 4 min 15 s      |
| 4.º | Aleksandr Vlásov       | Astana-Premier Tech    | + 6 min 40 s      |
| 5.º | Daniel Felipe Martínez | Ineos Grenadiers       | + 7 min 24 s      |
| 6.º | João Almeida           | Deceuninck-Quick Step  | + 7 min 24 s      |
| 7.º | Romain Bardet          | Team DSM               | + 8 min 05 s      |
| 8.º | Hugh Carthy            | EF Education-Nippo     | + 8 min 56 s      |
| 9.º | Tobias Foss            | Jumbo-Visma            | + 11 min 44 s     |
| 10.º | Daniel Martin          | Israel Start-Up Nation | + 18 min 35 s     |
| 11.º | George Bennett         | Jumbo-Visma            | + 25 min 35 s     |
| 12.º | Koen Bouwman           | Jumbo-Visma            | + 30 min 56 s     |
| 13.º | Pello Bilbao           | Bahrain Victorious     | + 37 min 58 s     |
| 14.º | Attila Valter          | Groupama-FDJ           | + 45 min 30 s     |
| 15.º | Davide Formolo         | UAE Team Emirates      | + 47 min 21 s     |
| 16.º | Lorenzo Fortunato      | Eolo-Kometa            | + 47 min 31 s     |
| 17.º | Diego Ulissi           | UAE Team Emirates      | + 56 min 31 s     |
| 18.º | Vincenzo Nibali        | Trek-Segafredo         | + 1 h 03 min 59 s |
| 19.º | Gorka Izagirre         | Astana-Premier Tech    | + 1 h 04 min 12 s |
| 20.º | Louis Vervaeke         | Alpecin-Fenix          | + 1 h 05 min 09 s |

### Clasificación por puntos(Maglia Ciclamino)
| Clasificación por puntos | Clasificación por puntos | Clasificación por puntos           | Clasificación por puntos | Clasificación por puntos |
| Ciclista                 | Ciclista                 | Equipo                             | Puntos                   |                          |
| ------------------------ | ------------------------ | ---------------------------------- | ------------------------ | ------------------------ |
| 1.º                      | Peter Sagan              | Bora-Hansgrohe                     | 136 pts                  |                          |
| 2.º                      | Davide Cimolai           | Israel Start-Up Nation             | 118 pts                  |                          |
| 3.º                      | Fernando Gaviria         | UAE Team Emirates                  | 116 pts                  |                          |
| 4.º                      | Elia Viviani             | Cofidis                            | 86 pts                   |                          |
| 5.º                      | Egan Bernal              | Ineos Grenadiers                   | 80 pts                   |                          |
| 6.º                      | Dries De Bondt           | Alpecin-Fenix                      | 71 pts                   |                          |
| 7.º                      | Andrea Pasqualon         | Intermarché-Wanty-Gobert Matériaux | 61 pts                   |                          |
| 8.º                      | Simone Consonni          | Cofidis                            | 60 pts                   |                          |
| 9.º                      | Edoardo Affini           | Jumbo-Visma                        | 59 pts                   |                          |
| 10.º                     | Alberto Bettiol          | EF Education-Nippo                 | 57 pts                   |                          |

### Clasificación de la montaña(Maglia Azzurra)
| Clasificación de la montaña | Clasificación de la montaña | Clasificación de la montaña | Clasificación de la montaña | Clasificación de la montaña |
| Ciclista                    | Ciclista                    | Equipo                      | Puntos                      |                             |
| --------------------------- | --------------------------- | --------------------------- | --------------------------- | --------------------------- |
| 1.º                         | Geoffrey Bouchard           | AG2R Citroën Team           | 184 pts                     |                             |
| 2.º                         | Egan Bernal                 | Ineos Grenadiers            | 140 pts                     |                             |
| 3.º                         | Damiano Caruso              | Bahrain Victorious          | 99 pts                      |                             |
| 4.º                         | Daniel Martin               | Israel Start-Up Nation      | 83 pts                      |                             |
| 5.º                         | Simon Yates                 | BikeExchange                | 61 pts                      |                             |
| 6.º                         | João Almeida                | Deceuninck-Quick Step       | 54 pts                      |                             |
| 7.º                         | Bauke Mollema               | Trek-Segafredo              | 53 pts                      |                             |
| 8.º                         | Lorenzo Fortunato           | Eolo-Kometa                 | 52 pts                      |                             |
| 9.º                         | Romain Bardet               | Team DSM                    | 49 pts                      |                             |
| 10.º                        | Michael Storer              | Team DSM                    | 46 pts                      |                             |

### Clasificación de los jóvenes(Maglia Bianca)
| Clasificación del mejor joven | Clasificación del mejor joven | Clasificación del mejor joven | Clasificación del mejor joven | Clasificación del mejor joven |
| Ciclista                      | Ciclista                      | Equipo                        | Tiempo                        |                               |
| ----------------------------- | ----------------------------- | ----------------------------- | ----------------------------- | ----------------------------- |
| 1.º                           | Egan Bernal                   | Ineos Grenadiers              | 86 h 17 min 28 s              |                               |
| 2.º                           | Aleksandr Vlásov              | Astana-Premier Tech           | + 6 min 40 s                  |                               |
| 3.º                           | Daniel Felipe Martínez        | Ineos Grenadiers              | + 7 min 24 s                  |                               |
| 4.º                           | João Almeida                  | Deceuninck-Quick Step         | + 7 min 24 s                  |                               |
| 5.º                           | Tobias Foss                   | Jumbo-Visma                   | + 11 min 44 s                 |                               |
| 6.º                           | Attila Valter                 | Groupama-FDJ                  | + 45 min 30 s                 |                               |
| 7.º                           | Lorenzo Fortunato             | Eolo-Kometa                   | + 47 min 31 s                 |                               |
| 8.º                           | Michael Storer                | Team DSM                      | + 1 h 49 min 05 s             |                               |
| 9.º                           | Harold Tejada                 | Astana-Premier Tech           | + 2 h 01 min 12 s             |                               |
| 10.º                          | Alessandro Covi               | UAE Team Emirates             | + 2 h 03 min 30 s             |                               |

### Clasificación de los sprint intermedios
| Clasificación de las metas volantes | Clasificación de las metas volantes | Clasificación de las metas volantes | Clasificación de las metas volantes | Clasificación de las metas volantes |
| Ciclista                            | Ciclista                            | Equipo                              | Puntos                              |                                     |
| ----------------------------------- | ----------------------------------- | ----------------------------------- | ----------------------------------- | ----------------------------------- |
| 1.º                                 | Dries De Bondt                      | Alpecin-Fenix                       | 70 pts                              |                                     |
| 2.º                                 | Umberto Marengo                     | Bardiani CSF Faizanè                | 64 pts                              |                                     |
| 3.º                                 | Simon Pellaud                       | Androni Giocattoli-Sidermec         | 53 pts                              |                                     |
| 4.º                                 | Samuele Rivi                        | Eolo-Kometa                         | 32 pts                              |                                     |
| 5.º                                 | Filippo Tagliani                    | Androni Giocattoli-Sidermec         | 30 pts                              |                                     |
| 6.º                                 | Francesco Gavazzi                   | Eolo-Kometa                         | 23 pts                              |                                     |
| 7.º                                 | Fernando Gaviria                    | UAE Team Emirates                   | 21 pts                              |                                     |
| 8.º                                 | Andrea Pasqualon                    | Intermarché-Wanty-Gobert Matériaux  | 21 pts                              |                                     |
| 9.º                                 | Simone Ravanelli                    | Androni Giocattoli-Sidermec         | 18 pts                              |                                     |
| 10.º                                | Mark Christian                      | Eolo-Kometa                         | 16 pts                              |                                     |

### Clasificación de la combatividad
| Clasificación de la combatividad | Clasificación de la combatividad | Clasificación de la combatividad | Clasificación de la combatividad | Clasificación de la combatividad |
| Ciclista                         | Ciclista                         | Equipo                           | Puntos                           |                                  |
| -------------------------------- | -------------------------------- | -------------------------------- | -------------------------------- | -------------------------------- |
| 1.º                              | Dries De Bondt                   | Alpecin-Fenix                    | 53 pts                           |                                  |
| 2.º                              | Egan Bernal                      | Ineos Grenadiers                 | 51 pts                           |                                  |
| 3.º                              | Simon Pellaud                    | Androni Giocattoli-Sidermec      | 39 pts                           |                                  |
| 4.º                              | Umberto Marengo                  | Bardiani CSF Faizanè             | 36 pts                           |                                  |
| 5.º                              | Geoffrey Bouchard                | AG2R Citroën Team                | 32 pts                           |                                  |
| 6.º                              | Damiano Caruso                   | Bahrain Victorious               | 31 pts                           |                                  |
| 7.º                              | João Almeida                     | Deceuninck-Quick Step            | 31 pts                           |                                  |
| 8.º                              | Fernando Gaviria                 | UAE Team Emirates                | 26 pts                           |                                  |
| 9.º                              | Daniel Martin                    | Israel Start-Up Nation           | 22 pts                           |                                  |
| 10.º                             | Francesco Gavazzi                | Eolo-Kometa                      | 21 pts                           |                                  |

### Clasificación por equipos"Super Team"
| Clasificación por equipos | Clasificación por equipos | Clasificación por equipos | Clasificación por equipos |
| Equipo                    | Equipo                    | Tiempo                    |                           |
| ------------------------- | ------------------------- | ------------------------- | ------------------------- |
| 1.º                       | Ineos Grenadiers          | 259 h 30 min 31 s         |                           |
| 2.º                       | Jumbo-Visma               | + 26 min 52 s             |                           |
| 3.º                       | Team DSM                  | + 29 min 09 s             |                           |
| 4.º                       | Astana-Premier Tech       | + 33 min 05 s             |                           |
| 5.º                       | Team BikeExchange         | + 1 h 15 min 12 s         |                           |
| 6.º                       | Trek-Segafredo            | + 1 h 27 min 09 s         |                           |
| 7.º                       | Movistar Team             | + 1 h 28 min 18 s         |                           |
| 8.º                       | Deceuninck-Quick Step     | + 1 h 37 min 51 s         |                           |
| 9.º                       | Bahrain Victorious        | + 1 h 51 min 05 s         |                           |
| 10.º                      | UAE Team Emirates         | + 1 h 54 min 04 s         |                           |

## Evolución de las clasificaciones
| Etapa                   |                         | Ganador _          | Clasificación general | Puntos          | Montaña           | Metas volantes _ | Jóvenes       | Combatividad _       | Fuga _            | Equipo _           |
| ----------------------- | ----------------------- | ------------------ | --------------------- | --------------- | ----------------- | ---------------- | ------------- | -------------------- | ----------------- | ------------------ |
| 1.ª etapa               | contrarreloj individual | Filippo Ganna      | Filippo Ganna         | Filippo Ganna   | no otorgado       | no otorgado      | Filippo Ganna | Filippo Ganna        | no otorgado       | Jumbo-Visma        |
| 2.ª etapa               | etapa llana             | Tim Merlier        | Filippo Ganna         | Tim Merlier     | Vincenzo Albanese | Filippo Ganna    | Filippo Ganna | Filippo Ganna        | Filippo Tagliani  | Jumbo-Visma        |
| 3.ª etapa               | etapa escarpada         | Taco van der Hoorn | Filippo Ganna         | Tim Merlier     | Vincenzo Albanese | Simon Pellaud    | Filippo Ganna | Filippo Ganna        | Vincenzo Albanese | Jumbo-Visma        |
| 4.ª etapa               | etapa de media montaña  | Joe Dombrowski     | Alessandro De Marchi  | Tim Merlier     | Joe Dombrowski    | Simon Pellaud    | Attila Valter | Alessandro De Marchi | Vincenzo Albanese | Bahrain Victorious |
| 5.ª etapa               | etapa llana             | Caleb Ewan         | Alessandro De Marchi  | Giacomo Nizzolo | Joe Dombrowski    | Filippo Tagliani | Attila Valter | Simon Pellaud        | Vincenzo Albanese | Bahrain Victorious |
| 6.ª etapa               | etapa de media montaña  | Gino Mäder         | Attila Valter         | Giacomo Nizzolo | Gino Mäder        | Filippo Tagliani | Attila Valter | Gino Mäder           | Vincenzo Albanese | Bahrain Victorious |
| 7.ª etapa               | etapa llana             | Caleb Ewan         | Attila Valter         | Caleb Ewan      | Gino Mäder        | Simon Pellaud    | Attila Valter | Simon Pellaud        | Vincenzo Albanese | Bahrain Victorious |
| 8.ª etapa               | etapa de media montaña  | Victor Lafay       | Attila Valter         | Tim Merlier     | Gino Mäder        | Simon Pellaud    | Attila Valter | Simon Pellaud        | Simon Pellaud     | Ineos Grenadiers   |
| 9.ª etapa               | etapa de montaña        | Egan Bernal        | Egan Bernal           | Tim Merlier     | Geoffrey Bouchard | Simon Pellaud    | Egan Bernal   | Simon Pellaud        | Simon Pellaud     | Ineos Grenadiers   |
| 10.ª etapa              | etapa llana             | Peter Sagan        | Egan Bernal           | Peter Sagan     | Geoffrey Bouchard | Simon Pellaud    | Egan Bernal   | Simon Pellaud        | Simon Pellaud     | Ineos Grenadiers   |
| 11.ª etapa              | etapa escarpada         | Mauro Schmid       | Egan Bernal           | Peter Sagan     | Geoffrey Bouchard | Simon Pellaud    | Egan Bernal   | Simon Pellaud        | Simon Pellaud     | Ineos Grenadiers   |
| 12.ª etapa              | etapa de media montaña  | Andrea Vendrame    | Egan Bernal           | Peter Sagan     | Geoffrey Bouchard | Simon Pellaud    | Egan Bernal   | Dries De Bondt       | Simon Pellaud     | Ineos Grenadiers   |
| 13.ª etapa              | etapa llana             | Giacomo Nizzolo    | Egan Bernal           | Peter Sagan     | Geoffrey Bouchard | Umberto Marengo  | Egan Bernal   | Simon Pellaud        | Simon Pellaud     | Ineos Grenadiers   |
| 14.ª etapa              | etapa de montaña        | Lorenzo Fortunato  | Egan Bernal           | Peter Sagan     | Geoffrey Bouchard | Umberto Marengo  | Egan Bernal   | Simon Pellaud        | Simon Pellaud     | Ineos Grenadiers   |
| 15.ª etapa              | etapa escarpada         | Victor Campenaerts | Egan Bernal           | Peter Sagan     | Geoffrey Bouchard | Umberto Marengo  | Egan Bernal   | Dries De Bondt       | Simon Pellaud     | Trek-Segafredo     |
| 16.ª etapa              | etapa de montaña        | Egan Bernal        | Egan Bernal           | Peter Sagan     | Geoffrey Bouchard | Umberto Marengo  | Egan Bernal   | Dries De Bondt       | Simon Pellaud     | Trek-Segafredo     |
| 17.ª etapa              | etapa de montaña        | Daniel Martin      | Egan Bernal           | Peter Sagan     | Geoffrey Bouchard | Dries De Bondt   | Egan Bernal   | Dries De Bondt       | Simon Pellaud     | Ineos Grenadiers   |
| 18.ª etapa              | etapa llana             | Alberto Bettiol    | Egan Bernal           | Peter Sagan     | Geoffrey Bouchard | Dries De Bondt   | Egan Bernal   | Dries De Bondt       | Simon Pellaud     | Team DSM           |
| 19.ª etapa              | etapa de montaña        | Simon Yates        | Egan Bernal           | Peter Sagan     | Geoffrey Bouchard | Dries De Bondt   | Egan Bernal   | Dries De Bondt       | Simon Pellaud     | Ineos Grenadiers   |
| 20.ª etapa              | etapa de montaña        | Damiano Caruso     | Egan Bernal           | Peter Sagan     | Geoffrey Bouchard | Dries De Bondt   | Egan Bernal   | Dries De Bondt       | Simon Pellaud     | Ineos Grenadiers   |
| 21.ª etapa              | contrarreloj individual | Filippo Ganna      | Egan Bernal           | Peter Sagan     | Geoffrey Bouchard | Dries De Bondt   | Egan Bernal   | Dries De Bondt       | Simon Pellaud     | Ineos Grenadiers   |
| Clasificaciones finales | Clasificaciones finales |                    | Egan Bernal           | Peter Sagan     | Geoffrey Bouchard | Dries De Bondt   | Egan Bernal   | Dries De Bondt       | Simon Pellaud     | Ineos Grenadiers   |

## Ciclistas participantes y posiciones finales
Convenciones:
- AB-N: Abandono en la etapa "N"
- FLT-N: Retiro por llegada fuera del límite de tiempo en la etapa "N"
- NTS-N: No tomó la salida para la etapa "N"
- DES-N: Descalificado o expulsado en la etapa "N"

## UCI World Ranking
El Giro de Italia otorgó puntos para el UCI World Ranking para corredores de los equipos en las categorías UCI WorldTeam, UCI ProTeam y Continental. Las siguientes tablas muestran el baremo de puntuación y los 10 corredores que obtuvieron más puntos:
| Posición                 | 1.º | 2.º | 3.º | 4.º | 5.º | 6.º | 7.º | 8.º | 9.º | 10.º | 11.º | 12.º | 13.º | 14.º | 15.º | 16.º | 17.º | 18.º | 19.º | 20.º | 21.º - 25.º | 26.º - 30.º | 31.º - 40.º | 41.º - 50.º | 51.º - 55.º | 56.º - 60.º |
| Clasificación general    | 850 | 680 | 575 | 460 | 380 | 320 | 260 | 220 | 180 | 140  | 120  | 100  | 84   | 68   | 60   | 56   | 52   | 48   | 44   | 40   | 32          | 24          | 20          | 16          | 12          | 8           |
| Por etapa                | 100 | 40  | 20  | 12  | 4   |     |     |     |     |      |      |      |      |      |      |      |      |      |      |      |             |             |             |             |             |             |
| Líder                    | 20  |     |     |     |     |     |     |     |     |      |      |      |      |      |      |      |      |      |      |      |             |             |             |             |             |             |
| Clasificación secundaria | 100 | 40  | 20  |     |     |     |     |     |     |      |      |      |      |      |      |      |      |      |      |      |             |             |             |             |             |             |

Nota:
1. ↑  Solo clasificaciones de la regularidad y la montaña.

| Clasificación |                        |                        |         |       |       |            |       |
| Posición      | Ciclista               | Equipo                 | General | Etapa | Líder | Secundaria | Total |
| ------------- | ---------------------- | ---------------------- | ------- | ----- | ----- | ---------- | ----- |
| 1.º           | Egan Bernal            | INEOS Grenadiers       | 850     | 312   | 240   | 40         | 1442  |
| 2.º           | Damiano Caruso         | Bahrain Victorious     | 680     | 136   | -     | 20         | 836   |
| 3.º           | Simon Yates            | BikeExchange           | 575     | 120   | -     | -          | 695   |
| 4.º           | Aleksandr Vlasov       | Astana-Premier Tech    | 460     | 24    | -     | -          | 484   |
| 5.º           | João Almeida           | Deceuninck-Quick Step  | 320     | 100   | -     | -          | 420   |
| 6.º           | Daniel Felipe Martínez | INEOS Grenadiers       | 380     | 20    | -     | -          | 400   |
| 7.º           | Romain Bardet          | DSM                    | 260     | 52    | -     | -          | 312   |
| 8.º           | Daniel Martin          | Israel Start-Up Nation | 140     | 124   | -     | -          | 264   |
| 9.º           | Filippo Ganna          | INEOS Grenadiers       | -       | 200   | 60    | -          | 260   |
| 10.º          | Peter Sagan            | Bora-Hansgrohe         | -       | 156   | -     | 100        | 256   |